# 대전외국인학교
대전외국인학교(Taejon Christian International School)는 대전광역시 유성구에 위치한 외국인학교다. 유.초.중.고등학교 통합과정으로(K1~12학년) IB(International Baccalaureate) 국제 학위 프로그램을 제공한다. 이제 다른 국제학교에 비해 평범한 시설을 가지고 있다.     
- 1958년 : 개교
- 1996년 : Thomas Penland 총교장 취임
- 2012년 : 테크노밸리로 신축 이전
- 2020년 : Thomas Penland 은퇴